# Little Smoky River
Der Little Smoky River ist ein 574 km langer rechter Nebenfluss des Smoky River in der kanadischen Provinz Alberta.

## Flusslauf
Der Little Smoky River entspringt am Fuße der Kanadischen Rocky Mountains südöstlich von Grande Cache. Er fließt anfangs in östlicher Richtung. Etwa 20 km südwestlich von Fox Creek ändert der Fluss seine Richtung nach Norden. Der Little Smoky River erreicht schließlich südlich von Watino den Smoky River. 

## Hydrometrie
Am Pegel 07GH002 (⊙) bei Guy beträgt der mittlere Abfluss (MQ) des Little Smoky River 48 m³/s. In den Monaten April bis Juli führt der Fluss in der Regel die größten Wassermengen.